# Acre (oppervlaktemaat)
De acre is een oppervlaktemaat die afhankelijk van de oorsprong en het gehanteerde systeem een verschillende oppervlakte aanduidt. Deze maat werd voornamelijk gebruikt voor de vlaktemaat van landbouwgrond. De gedachte achter de waarde van de vlaktemaat is dat het een man met een os ongeveer één dag kost om de 'akker' te ploegen (zoals ook voor een dagwand).
Men onderscheidt de acre als
- oude Franse vlaktemaat die overeenkomt met 50 are,
- oude Schotse vlaktemaat,
- gangbare Britse vlaktemaat (internationale acre) van 4840 vierkante yard = 43560 vierkante voet = 6272640 vierkante inch, dit is exact 40,468564224 are.
- gangbare Amerikaanse vlaktemaat, survey acre (landmetingsacre), van exact 6272640 vierkante survey inch (die exact 1/39,37 meter is), dit is afgerond 40,4687261 are.

Een internationale (Britse) of Amerikaanse acre is grofweg gelijk aan 0,4 hectare.

## Franse acre
Een Franse acre staat gelijk aan vier vergées of 50 ares.
Historisch bezien besloeg de Franse acre een vierkante arpent (Frans: arpent carré). Elke arpent besloeg 10 × 10 perches (Franse roeden). Er waren verschillende roeden: de perche du Roi mat 18 koninklijke Franse voet, de perche ordinaire mat 20 voet en de perche d'arpent mat 22 voet. Hierdoor ontstonden uiteraard ook verschillende acres:
| een acre du Roi    | = | 180 × 180 | = | 32.400 | vierkante Koninklijke Franse voet | ~ | 3.419 m² |
| een acre ordinaire | = | 200 × 200 | = | 40.000 | vierkante Koninklijke Franse voet | ~ | 4.221 m² |
| een acre d'arpent  | = | 220 × 220 | = | 48.400 | vierkante Koninklijke Franse voet | ~ | 5.107 m² |

## Internationale acre en Amerikaanse acre
In 1958 definieerden de Verenigde Staten en de landen van het Gemenebest van Naties de lengte van de internationale yard als 0,9144 meter. Door deze definitie is een inch precies 2,54 centimeter.
In de Verenigde Staten wordt standaard gebruikgemaakt van de landmetingsacre (Engels: survey acre). Deze is gebaseerd op de Mendenhall Order die werd uitgevaardigd op 5 april 1893 door Thomas Corwin Mendenhall, hoofd van de U.S. Coast and Geodetic Survey. In de Mendenhall Order werd de survey inch zo gedefinieerd dat een meter 39,37 survey inch is, terwijl 39,37 gewone inch exact 99,9998 cm is. De gewone inch is dus exact 2 op de miljoen kleiner dan de survey inch.
De Amerikaanse survey acre is afgeleid van deze survey inch en dan ook iets (1,6 vierkante decimeter, 4 op de miljoen) groter dan de internationale (Angelsaksische) acre.

### Conversie in andere vlaktemaateenheden
1 internationale acre staat gelijk aan de volgende metrische eenheden:
- 4046,856 422 4 vierkante meter of 0,404 685 642 24 hectare

1 Amerikaanse landmetingsacre staat gelijk aan:
- 4046,872 61 vierkante meter of 0,404 687 261 hectare

1 acre (beide varianten) staat bovendien gelijk aan de volgende eenheden:
- 66 voet × 660 voet (43.560 vierkante voet; een voet is 12 inches)
- 4840 vierkante yards (een yard is drie voet)
- 160 perches (een perch is hier gelijk aan een vierkante rod (1 rod is 5,5 yard). Let op: als lengtemaat bestaat de perch ook en is daar gelijk aan een rod, oftewel een lengte-perch in het vierkant = een oppervlakte-perch)
- 10 vierkante chains (een chain is 22 yard)
- 4 (Engelse) roeden
- 1 chain × 1 furlong (een furlong is 10 chains, elke chain is zoals gezegd 22 yard)
- 1/640 (0,001 562 5) vierkante mijl (of omgekeerd: 1 vierkante mijl staat gelijk aan 640 acres)

1 internationale acre staat gelijk aan de volgende Indiase eenheid:
- 100 Indiase cent (1 cent staat gelijk aan 0,01 acre)

1 Surinaamse akker stond gelijk aan:
- 10 vierkante ketting
- 1 ketting is 66 Rijnlandse voet (20,72 meter)
- 1 akker is 0,43 hectare.

## Historische oorsprong
Het woord acre is afkomstig van het Oud Engelse æcer. Oorspronkelijk betekende dit open veld, gelijkwaardig aan het Duitse Acker, het Nederlandse akker en het Latijnse ager en het Griekse agros. In het Domesday Book van 1086 werd een acra aangehouden als de hoeveelheid land die door een ploeg met één os in één dag geploegd kon worden.
De wettelijke waarde voor de acre werd vastgelegd onder:
- Eduard I,
- Eduard III,
- Hendrik VIII,
- George IV en ten slotte
- Victoria. Onder haar heerschappij definieerde de Britse Weights and Measures Act van 1878 de acre als bestaande uit 4840 vierkante yard.